# رز بیرن
ماری رز بیرن (به انگلیسی: Mary Rose Byrne) (زاده ۲۴ ژوئیه ۱۹۷۹) بازیگر استرالیایی است. بیرن اولین بار در سال ۱۹۹۴ نقش کوچکی در فیلمی استرالیایی بازی نمود.
او در فیلم‌هایی همچون پیشگویی، مردان ایکس: کلاس اول، ساقدوش‌ها و خانواده فوری بازی کرده‌است.

## گزیده فیلم‌شناسی

### فیلم
| سال  | فیلم                              | نقش                     |
| ---- | --------------------------------- | ----------------------- |
| ۱۹۹۹ | دو دست                            |                         |
| ۲۰۰۲ | جنگ ستارگان قسمت دوم: حمله کلون‌ها | Dormé                   |
| ۲۰۰۲ | شهر ارواح                         | سابرینا                 |
| ۲۰۰۳ | قلعه را تسخیر می کنم              |                         |
| ۲۰۰۳ | شبی که روز نامیدیمش               | Audrey Appleby          |
| ۲۰۰۳ | فرار کن                           | Sonja Stilano           |
| ۲۰۰۴ | تروآ                              | بریسئیس                 |
| ۲۰۰۴ | ویکر پارک                         | الکس                    |
| ۲۰۰۵ | اجاره‌نشین‌ها                       |                         |
| ۲۰۰۶ | ماری آنتوانت                      | Yolande de Polastron    |
| ۲۰۰۶ | دختر مرده                         | Leah                    |
| ۲۰۰۷ | آفتاب                             | Cassie                  |
| ۲۰۰۷ | فقط دفن‌شده                        |                         |
| ۲۰۰۷ | ۲۸ هفته بعد                       | Major Scarlet Levy      |
| ۲۰۰۸ | قلاب مناقصه                       |                         |
| ۲۰۰۹ | پیشگویی                           | Diana Wayland           |
| ۲۰۰۹ | آدام                              | Beth Buchwald           |
| ۲۰۱۰ | منم دوست دارم                     | Drunk Passenger         |
| ۲۰۱۰ | بیارش گریک                        | Jackie Q                |
| ۲۰۱۰ | توطئه‌آمیز                         | رنای لامبرت             |
| ۲۰۱۱ | ساقدوش‌ها                          | Helen Harris III        |
| ۲۰۱۱ | مردان ایکس: کلاس اول              | مویرا مک‌تاگرت           |
| ۲۰۱۲ | مکانی آن سوی کاج‌ها                | Jennifer Cross          |
| ۲۰۱۳ | کارآموزی                          | Dana Simms              |
| ۲۰۱۳ | من آن را یک سال می‌دهم             |                         |
| ۲۰۱۳ | چرخش                              | Raelene                 |
| ۲۰۱۳ | توطئه‌آمیز: قسمت ۲                 | رنای لامبرت             |
| ۲۰۱۴ | همسایه‌ها                          | Kelly Radner            |
| ۲۰۱۴ | اینجا شما را ترک می‌کنم            | Penny Moore             |
| ۲۰۱۴ | بزرگسالان مبتدی                   |                         |
| ۲۰۱۴ | آنی                               | Grace Farrell           |
| ۲۰۱۴ | وحدت                              | راوی                    |
| ۲۰۱۵ | جاسوس                             | Rayna Boyanov           |
| ۲۰۱۵ | فضول                              | Lori Minervini          |
| ۲۰۱۶ | همسایه‌ها ۲: انجمن خواهری برمی‌خیزد | Kelly Radner            |
| ۲۰۱۶ | مردان ایکس: آپوکالیپس             | مویرا مک‌تاگرت           |
| ۲۰۱۷ | من تو را دوست دارم، بابا          |                         |
| ۲۰۱۸ | توطئه‌آمیز: آخرین کلید             | رنای لامبرت             |
| ۲۰۱۸ | خانواده فوری                      | Ellie Wagner            |
| ۲۰۱۸ | جولیت، برهنه                      |                         |
| ۲۰۱۸ | پیتر خرگوشه                       | Bea, Jemima Puddle-Duck |
| ۲۰۱۸ | خانواده فوری                      |                         |
| ۲۰۱۹ | من مادر هستم                      | مادر (صدا)              |
| ۲۰۱۹ | جکسی                              | جکسی (صدا)              |
| ۲۰۱۹ | مارتا هیولا                       | مارتا (صدا)             |
| ۲۰۲۰ | سرسخت                             |                         |
| ۲۰۲۰ | مثل یک رئیس                       |                         |
| ۲۰۲۱ | پیتر خرگوشه ۲: فراری              |                         |
| ۲۰۲۳ | ازرا                              |                         |

### تلویزیون
| سال       | عنوان                       | نقش            | توضیحات                         |
| --------- | --------------------------- | -------------- | ------------------------------- |
| ۲۰۰۷–۲۰۱۲ | خسارات                      | Ellen Parsons  | All 59 episodes                 |
| ۲۰۱۶      | هفته پیش امشب با جان اولیور | کلوئی          | Episode: "Season 3, Episode 20" |
| ۲۰۲۰      | خانم آمریکا                 | گلوریا استاینم |                                 |
| ۲۰۲۱      | فیزیکی                      | شیلا روبین     | all episodes                    |